# Медали летних Олимпийских игр 1904
Медали летних Олимпийских игр 1904 — отличительные награды за коллективные или индивидуальные спортивные достижения участников Игр III Олимпиады, проходившие в Сент-Луисе, США.

## История
Именно с летних Олимпийских игр 1904 и до сих пор традиционно награждают 3 видами медали: золотой, серебряной и бронзовой, как прописано в Олимпийской хартии. Точно также, как и в 1900 году, Олимпийские игры совпадали с проведением Всемирной выставки в городе Сент-Луисе, штате Миссури (США).

### Производство
Правительство США распорядилось выпустить около 500 золотых, 500 бронзовых олимпийских наград и свыше 1500 памятных медалей. Изготовителем всех медалей послужила американская фирма «Dieges and Clust Staff».

### Дизайн
- Лицевая сторона: изображен в полный рост победитель Игр с венком в правой руке, за которым — соревнующиеся в различных видах спорта атлеты, на фоне Акрополя. Сверху полукругом надпись: «Olympiad» (Олимпиада), чуть ниже в горизонталь — «1904».
- Оборотная сторона: в полный рост, богиня победы с венком победителя и пальмовой ветвью, стоящая на земном шаре, она повернута в правую сторону, а слева — бюст Зевса Олимпийского. Наверху надпись: «Universal Exposition» (Всемирная выставка). Внизу: «St. Louis, U. S. A.» (Сент-Луис, США). Справа от богини — лавровый венок, в центре которого гравировалось название вида спорта, за победу в котором предназначалась медаль.

Памятная медаль восьмиугольной формы, на лицевой стороне которой три герба — города, штата и США — в орнаменте из листьев и дата — «1803» (год присоединения Луизианы к Соединенным Штатам Америки, столетию этого события и была посвящена Всемирная выставка в Сент-Луисе). Текст на медали: «Universal Exposition Commemorating The Olympic Games 1904, Physical Culture Department» (Всемирная выставка. В память об Олимпийских играх, 1904. Департамент физической культуры). Далее выгравированы подписи руководителей Оргкомитета по подготовке к Играм. На оборотной стороне — фигура олимпийского чемпиона с оливковой ветвью на фоне восходящего солнца. Надпись: «Olympic Games St. Louis USA 1904» (Олимпийские игры, Сент-Луис, США, 1904).

## Золотая медаль
- Диаметр — 37.8 мм.
- Толщина — 3.5 мм.
- Вес — 21 г.
- Состав: серебро, позолота
- Чеканка

## Серебряная медаль
- Диаметр — 37.8 мм.
- Толщина — 3.5 мм.
- Вес — 21 г.
- Состав: серебро
- Чеканка

## Бронзовая медаль
- Диаметр — 37.8 мм.
- Толщина — 3.5 мм.
- Вес — 21 г.
- Состав: бронза
- Чеканка

## Медаль в филателии
Королевство Лаос после Игр выпустило марку, посвящённую победителям в легкой атлетике, занявшее первое место. Золотая медаль на марке изображена в нижнем левом углу оборотной стороной. Мальдивы изобразили на марке фрагмент золотой медали не отображающую реальный дизайн награды, при этом изменив цвет золота на коричневый (предположительно бронзовый).